# Eric Healey
Eric Healey (Hull, Massachusetts, 20. siječnja 1975.) američki je bivši profesionalni hokejaš na ledu. Kao ljevoruki napadač igrao je na poziciji lijevog krila.

## Karijera

### Amerika
Četiri godine studirao je na privatnom sveučilištu Rensselaer Polytechnic Institute i igrao za njihovu hokejašku momčad. U četiri godine igranja Healey je u 143 utakmice upisao 82 gola i 86 asistencija. U sezonama 1996./97 i 1997./98. dobio je priznanja u najbolju konferencijsku i ligašku momčad. Prvi profesionalni angažman dobio je u AHL-u (American Hockey League) za klub Saint John Flames, a kasnije i za Orlando Solar Bears u IHL-u. Sljedeće dvije godine proveo je u AHL-u igrajući za Springfield Falcons. 2 susreta odigrao je za Jackson Banditse koji nastupaju u ECHL-u (East Coast Hockey League). Prije prvog odlaska u Europu igrao je za Manchester Monarchs i Chicago Wolves. U sezoni 2002./03. kao član Monarchsa dobio je Fred T. Hunt Memorial Award, nagradu za uzorito ponašanje na ledu i izvan njega. 

### Europa
2004. prvi puta dolazi u U DEL, gdje je za Mannheim Eagles odigrao 50 utakmica i ostvario učinak od 29 bodova (16 golova, 13 asistencija). Sljedeću sezonu proveo je između NHL-a i AHL-a, nastupajući za ekipe Boston Bruinsa i Springfield Falconsa. Još je u AHL-u igrao za ekipu Lake Erie Monsters, filijalu Colorado Avalanchea. 
2008. uslijedio je odlazak u švedskog prvoligaša Moru IK. Ostatak sezone odradio je u švicarskom prvoligašu SCL Tigers te na posudbi u EHC Oltenu.  
Tijekom ljeta 2009. u potražnji za klubom prihvatio je ponudu austrijske ekipe Graz 99ers koja nastupa u EBEL ligi.  

## Vanjske poveznice
- Profil na The Internet Hockey Database